# Physiphora azurea
Physiphora azurea är en tvåvingeart som först beskrevs av Friedrich Georg Hendel 1912.  Physiphora azurea ingår i släktet Physiphora och familjen fläckflugor. Inga underarter finns listade i Catalogue of Life.